# ادوارد فولایانگ
ادوارد فولایانگ (انگلیسی: Eduard Folayang؛ زادهٔ ۲۲ نوامبر ۱۹۸۴) ورزشکار هنرهای رزمی ترکیبی و بوکسور اهل فیلیپین است. وی از سال ۲۰۰۷ میلادی تاکنون مشغول فعالیت بوده‌است.